# مارك ساريو
مارك ساريو (بالفرنسية: Marc Sarreau )‏ (و. 1993  م) هو راكب دراجة هوائية فرنسي، شارك في طواف أوروبا للدراجات 2013، وطواف أوروبا للدراجات 2014، مركز لعبه هو عداء دراجات ‏.

## سباقات أو مراحل فاز بها
| التاريخ        | السباق                                   | المركز                                           |
| -------------- | ---------------------------------------- | ------------------------------------------------ |
| 19 أبريل 2014  | زي إل إم تور 2014                        |                                                  |
| 06 يوليو 2014  | 2014 Paris–Chauny                        |                                                  |
| 16 أغسطس 2014  | طواف أين 2014                            | الخامس في تصنيف النقاط                           |
| 08 أبريل 2015  | شيلدبرايش 2015                           | الرابع في التصنيف العام                          |
| 18 سبتمبر 2015 | بطولة فلاندرز 2015                       | المرتبة 15 في التصنيف العام                      |
| 28 يناير 2016  | تروفيو سيس سالينس 2016                   | التاسع في التصنيف العام                          |
| 06 أكتوبر 2016 | باريس بورج 2016                          | الرابع في التصنيف العام                          |
| 05 أبريل 2017  | شيلدبرايش 2017                           | الثامن في التصنيف العام                          |
| 25 أغسطس 2017  | تور دو بويتو-شارنتيس 2017                | الثاني في تصنيف النقاط، التاسع في تصنيف أفضل شاب |
| 25 أغسطس 2017  | تور دو بويتو-شارنتيس 2017، المرحلة 5     |                                                  |
| 03 سبتمبر 2017 | جي بي دي فورميس 2017                     | الثاني في التصنيف العام                          |
| 05 أكتوبر 2017 | باريس بورج 2017                          |                                                  |
| 04 فبراير 2018 | نجم بسجس 2018                            | الأول في تصنيف النقاط، التاسع في التصنيف العام   |
| 01 أبريل 2018  | لا رو تورانجيل 2018                      | الأول في التصنيف العام                           |
| 06 أبريل 2018  | سباق حلبة دي لا سارث 2018                |                                                  |
| 31 مارس 2019   | شوليه باي دي لوار 2019                   | الأول في التصنيف العام                           |
| 05 أبريل 2019  | روت أديلي دي فيتري 2019                  | الأول في التصنيف العام                           |
| 09 أغسطس 2019  | طواف بولندا 2019                         |                                                  |
| 06 أكتوبر 2019 | كأس فرنسا لركوب الدراجات على الطريق 2019 | الأول في تصنيف النقاط                            |
| 06 أكتوبر 2019 | طواف فونديه 2019                         | الأول في التصنيف العام                           |
| 10 أكتوبر 2019 | باريس بورج 2019                          | الأول في التصنيف العام                           |
| 20 مارس 2022   | شوليه باي دي لوار 2022                   | الأول في التصنيف العام                           |
| 26 أغسطس 2022  | تور دو بويتو-شارنتيس 2021                |                                                  |
| 18 سبتمبر 2022 | 2022 جراند بريكس دي إسبيرجوس             |                                                  |

## روابط خارجية
- مارك ساريو على موقع الاتحاد الدولي للدراجات (الإنجليزية)
- مارك ساريو على موقع أرشيف الدراجات (الإنجليزية)
- مارك ساريو على موقع إحصائيات الدراجات الإحترافية (الإنجليزية)
- مارك ساريو على موقع نسبة الدراجات (الإنجليزية)
- مارك ساريو على موقع CycleBase (الإنجليزية)